# Bokermannohyla vulcaniae
Bokermannohyla vulcaniae é uma espécie de anfíbio da família Hylidae. Endêmica do Brasil, onde pode ser encontrada apenas na localidade-tipo do Morro do Ferro no município de Poços de Caldas, no estado de Minas Gerais.